# Хардинг, Джон (хронист)
Джон Хардинг (англ. John Harding, или John Hardyng, лат. Johannes Hardingus; 1377 или 1378 — 1464 или 1465) — английский рыцарь, хронист и антикварий, один из летописцев Столетней войны и начального периода Войны Алой и Белой розы, автор рифмованной хроники Англии (англ. John Hardyng’s Rhyming Chronicle of England). Представитель нового гуманистического направления в английской историографии XV столетия.

## Биография
Выходец из нортумберлендского рыцарства, Джон Хардинг родился, по его собственным словам, в 1378 году или несколько ранее. Согласно разысканиям историка-медиевиста профессора Ливерпульского университета Сары Певерли, он мог быть сыном влиятельного землевладельца Сампсона Хардинга от брака с Маргарет Кобригг из Стэмфордхема, или его младшего брата Джона. C 12 лет он служил оруженосцем у известного полководца Генри Перси Хотспура, вместе с которым участвовал в битве с шотландцами при Хомильдон-Хилле (1402), а затем в историческом сражении с королевской армией при Шрусбери (1403), где сложил свою голову этот мятежный военачальник.
Перешёл на службу к нортумберлендскому барону Роберту де Умфравилю, внуку и полному тёзке участника битвы при Бэннокберне, у которого исполнял с 1405 года обязанности коннетабля замка Уоркуэрт (Нортумбрия) и замка Кайм (Линкольншир). В составе отряда Умфравиля находился в войске короля Генриха V во время похода во Францию, участвовал в осаде Арфлёра и битве при Азенкуре (1415), а затем в морском сражении с французами на Сене (1416).
В 1424 году побывал в Риме вместе с лордом-канцлером Англии кардиналом Генри Бофортом, где познакомился с трудом римского историка Помпея Трога. Университетского образования, по-видимому, не имел, также неясно, в каком объёме владел французским языком и латынью.
После смерти в 1436 году своего сюзерена Роберта де Умфравиля удалился в Саут-Кайм в Линкольншире, где в октябре 1440 года поселился качестве корродиария (пенсионера) в местном августинском приорате Св. Марии, занявшись историческими трудами и где, по-видимому, и умер. Упоминание им в прологе ко второй редакции хроники брака короля Эдуарда IV с Елизаветой Вудвилл, заключённого 1 мая 1464 года, свидетельствует о том, что он скончался после этой даты, возможно, не ранее 1465 года.

## Архивные поиски
В 1418 году отправлен был королём Генрихом V на шотландскую границу, с целью «прилежно искать» документальные свидетельства английского «права на суверенитет» над Шотландией. Три с половиной года путешествовал, изучая документы по истории Шотландии и её династических и дипломатических отношений с английской короной, причём за свой собственный счёт, истратив на это, по его собственным словам, 450 серебряных марок. Начертил первую в истории подробную карту Шотландии, которую позже включил в хронику Англии, составленную им уже для сына Генриха V.
По собственным утверждениям Хардинга, в мае 1422 года он доставил Генриху V в Венсенский замок отчёт о своих разысканиях в Шотландии, в награду за которые тот обещал ему поместье Геддингтон в Нортгемптоншире, но из-за преждевременной смерти короля обещанного он так и не увидел.
Продолжил свои поиски, в 1440 году предоставив Генриху VI новую порцию документов, получив за это ежегодный пенсион в размере 10 фунтов стерлингов. Сохранилась запись под 1457 годом о доставке им Джону Толботу графу Шрусбери, лорду-казначею Англии, новых документов по истории Шотландии, за что он награждён был дополнительной пенсией в размере 20 фунтов стерлингов в год.
Известно, что образованный шотландский король Яков I Стюарт предлагал ему немалую сумму за вывезенные из Шотландии рукописи. Между тем, современные исследования показали, что значительная часть собранных Хардингом материалов по истории Шотландии являются его собственными подделками.

## Сочинения
Основным историческим трудом Хардинга является рифмованная хроника Англии, написанная на среднеанглийском языке, охватывающая события истории королевства начиная с мифических времён, и кончая началом войны Алой и Белой розы.
В первой версии, составленной для Генриха VI Ланкастерского между 1447 и 1450 годами и включающей 2674 строф, хроника состоит из семи книг и доведена до 1437 года. Первая книга посвящена происхождению легендарной «дочери сирийского царя» Альбины и её сестёр, а также прибытию их в Британию; вторая излагает историю появления на острове мифического Брута Троянского, якобы основавшего первую королевскую династию. Третья книга открывается описанием правления «первого христианского короля» Луция Британского (II в. н. э.), завершаясь деяниями короля Артура (V—VI вв. н. э.); четвёртая содержит не столько историческое, сколько мифологическое описание деяний англосаксонских и валлийских королей периода гептархии (VI—IX вв.), среди которых выделяет правителя Уэльса Кэдваллу (VII в.). Пятая открывается норманнским завоеванием Англии (1066), описывая затем историю первых Плантагенетов; шестая начинается правлением Эдуарда I Длинноногого (1272—1307), излагая далее историю Эдуарда II (1307—1327), его сына Эдуарда III (1327—1377) и начального периода Столетней войны, включая описание славных английских побед при Креси, при Пуатье и пр. Наконец, седьмая, заключительная книга излагает события времён Генриха V (1413—1422), уделяя особое внимание его военным успехам во Франции, а также начала правления Генриха VI (1422—1437).
Во второй версии, составлявшейся по заказу герцога Ричарда Йоркского, но после смерти последнего посвящённой его сыну Эдуарду IV и состоящей из 1771 строф, хроника оканчивается 1463 годом, завершаясь рассказом о правах Йорков на английский престол. При работе над этой редакцией хроники, начатой не позже 1457-го и оконченной в 1465 году, Хардинг, будучи уже глубоким стариком, не только существенно сократил мифологические разделы, но и допустил ряд расхождений с первой версией. Помимо явных симпатий к новой Йоркской династии, заметен и возросший интерес его к женским историческим персонажам, кроме вышеназванной Альбины, представленными мифической основательницей Шотландии «дочерью фараона» Скотой, легендарными Св. Эббой Колдингэмской (IX в.), леди Годивой из Ковентри (XI в.) и др. Наряду с достоверными фактами, в сочинении Хардинга встречается немало исторических мифов и анекдотов, вроде, например, рассказа о третьем сыне Эдуарда III Лайонеле Антверпенском (1338—1368), якобы обладавшем не только атлетическим сложением и гигантским ростом в семь футов (около 210 см), но и намеревавшемся стать «королём Италии» после вступления в 1367 году в Милане во второй брак с Виолантой, дочерью Галеаццо II Висконти. Среди современных хронисту событий истории Англии выделяются описания восстания Джека Кэда (1450—1451), а также начального этапа Войны Алой и Белой Розы, в том числе первой битвы при Сент-Олбансе (1459), сражений при Уэйкфилде (1460), при Мортимерс-Кросс, при Таутоне (1461) и др.
Личное участие Хардинга в важнейших походах и сражениях Ланкастерского периода Столетней войны придаёт определённую ценность его оригинальному историческому труду, не лишённому, однако, тенденциозности, вызванной интересами заказчиков — представителей королевских династий Ланкастеров и Йорков. При этом военные действия Войны Роз он описывает уже явно с чужих слов, нередко подменяя исторические подробности поэтическим вымыслом и литературными клише. Ещё меньшую ценность для исследователей имеют первые книги хроники Хардинга, выдающие знакомство его с такими источниками, как «Церковная история англов» Бэды Достопочтенного (VIII в.), «История бриттов» Ненния (IX в.), «История британских королей» Гальфрида Монмутского и «Хроника королей Англии» Вильяма Мальмсберийского (XII в.), в которых фигурируют исторические и легендарные правители: Брут Троянский, Юлий Цезарь, Луций Британский, Септимий Север, Караузий, Аллект, Юлий Асклепиодот, Магн Максим, Амвросий Аврелиан, Утер Пендрагон, король Артур и др.
Среди других источников исторического сочинения Хардинга можно назвать рифмованную хронику Роберта Мэннинга, составленную около 1338 года, анонимные латинские «Деяния Генриха V» (лат. Gesta Henrici Quinti, 1417), а также хронику «Брут» (XIV в.), неизвестный автор которой, помимо летописей, использовал «Роман о Бруте» нормандского поэта XII века Васа. Пересказав на основе последнего популярные мифы об Артуре, Хардинг добавил к ним ряд существенных подробностей, в частности, впервые описав якобы принадлежавший легендарному королю «Круглый стол» из Уинчестерского замка, в действительности изготовленный в конце XIII столетия по заказу Эдуарда I Плантагенета.
Анализ текста хроники Хардинга позволяет выделить в ней литературные реминисценции из произведений английских поэтов, включая Джеффри Чосера, Джона Гауэра и Джона Лидгейта.

## Рукописи и издания
Известно не менее 13 рукописей рифмованной хроники Хардинга, относящихся ко второй половине XV — началу XVII века. Лишь одна из них, хранящаяся под шифром MS Lansdowne 204 в собрании Коттона Британской библиотеки, содержит её раннюю редакцию и прежде считалась автографической. Из двенадцати манускриптов, содержащих позднюю редакцию, старейший под шифром MS Harl. 661 находится в собрании Харли Британской библиотеки. Наиболее полные из позднейших хранятся в Бодлианской библиотеке Оксфордского университета (MS Arch. Selden B. 10) и библиотеке Хоутона Гарвардского университета (MS Eng. 1054), остальные находятся в библиотеке университета Глазго, библиотеке Пирпонта Моргана (Нью-Йорк), а также библиотеках Принстонского университета (Принстон (Нью-Джерси)), Иллинойсского университета (Эрбана (Иллинойс)) и др. Первый из указанных манускриптов (Arch. Selden B. 10), принадлежавший некогда роду Перси, богато орнаментирован.
Впервые хроника была напечатана в 1543 году в Лондоне известным издателем эпохи Тюдоров Ричардом Графтоном, посвятившим свою публикацию герцогу Томасу Норфолку и снабдившим текст Хардинга собственным прозаическим продолжением с начала правления Эдуарда IV до 1543 года, которое подверглось серьёзной критике со стороны знакомого с более полной версией историка и антиквария XVI века Джона Стоу.
Более полная версия хроники, с продолжением её до правления Генриха VIII, дополненная также рукописями из библиотек Селдена и Харли, была издана в 1812 году в Лондоне библиографом и антикварием Генри Эллисом. Новейшее издание сочинения Хардинга подготовлено в 2015 году Институтом Средневековья Университета Западного Мичигана (Каламазу) под редакцией историков Джеймса Симпсона и Сары Певерли.

## Публикации
- The Chronicle of John Hardyng in metre, from the first begynnyng of Englande, vnto ye reigne of Edwarde ye fourth where he made an end of his chronicle. And from yt time is added with a continuacion of the storie in prose to this our tyme, now first emprinted, gathered out of diuerse and sondrie autours of moste certain knowelage et substanciall credit, yt either in latin orels in our mother toungue haue writen of ye affaires of Englande. — Londini: In officina Richardi Graftoni, 1543.
- The Chronicle of John Hardyng, edited by Henry Ellis. — London: Longman, 1812. — xxi, 607 p.
- John Hardyng. Chronicle. Edited by Simpson James and Sarah Peverley from British Library MS Lansdowne 204. — Volume 1. — Kalamazoo: Medieval Institute Publications, 2015. — ISBN 978-1580442138.